# Beziehungen zwischen Italien und den Vereinigten Staaten
Die Beziehungen zwischen Italien und den Vereinigten Staaten (USA) sind freundschaftlich und eng. Die Beziehungen beiden Staaten gehen bis auf das späte 18. Jahrhundert zurück und mit der Einigung Italiens wurden im 19. Jahrhundert diplomatische Beziehungen etabliert, welche danach zweimal (1891, 1941–1943) unterbrochen wurden. Nach dem Zweiten Weltkrieg unterstützten die USA die Erholung der italienischen Wirtschaft und beide Länder wurden enge Verbündete. Neben den engen Beziehungen auf staatlicher, wirtschaftlicher und kultureller Ebene ist Italien laut globalen Meinungsumfragen von Pew Research eines der amerikafreundlichsten Länder der Welt. 2002 sahen 70 % der Italiener die Vereinigten Staaten positiv, 2014 waren es bereits 78 % und 2021 waren es noch 74 %. Beide Länder sind gemeinsam Mitglieder der NATO, der OECD und der OSZE sowie enge Kooperationspartner in multilateralen Organisationen wie der UN.

## Geschichte
Vor 1861 gab es keinen italienischen Nationalstaat. Die italienische Halbinsel war stattdessen auf mehrere kleinere Staaten aufgeteilt, mit denen die Vereinigten Staaten jeweils diplomatische Beziehungen aufnahmen. Viele dieser kleineren italienischen Staaten gehörten zu den ersten Ländern der Welt, die die Unabhängigkeit der Vereinigten Staaten anerkannten und diplomatische Beziehungen zu ihnen unterhielten. So erkannte die Republik Genua 1792 offiziell die Unabhängigkeit der USA an, und 1797 wurden konsularische Beziehungen mit dem Kirchenstaat aufgenommen. Im Ersten Barbareskenkrieg (1801–1805) verbündeten sich die Vereinigten Staaten mit dem Königreich Sizilien gegen die Barbaresken-Korsaren, da beide Länder ein gemeinsames Interesse daran hatten, die durch die Korsaren verursachte Störung des Handels im Mittelmeer zu beenden. Während des Risorgimento vereinigten sich die kleineren Staaten der italienischen Halbinsel zum Königreich Italien. Die Vereinigten Staaten erkannten das Königreich Italien am 11. April 1861 offiziell an. Von den 1880er Jahren bis 1920 wanderten mehr als 4 Millionen Italiener in die Vereinigten Staaten aus und machten mehr als 10 % der im Ausland geborenen Bevölkerung des Landes aus. Italoamerikaner sahen sich zahllosen Anfeindungen und Diskriminierungen ausgesetzt, was zum großen Teil darauf zurückzuführen war, dass sie in einem mehrheitlich protestantischen Land mit einer langen Geschichte des Antikatholizismus Katholiken waren. Die Ablehnung der Einwanderer hatte aber auch ethnische Komponenten. Es kam zu zahlreichen fremdenfeindlichen Übergriffen und 1891 wurden 11 Italiener in New Orleans von einem Lynchmob getötet. Als die USA es ablehnten, die Anführer des Mobs strafrechtlich zu verfolgen, blieben die Beziehungen beider Länder für ein Jahr unterbrochen, bis sich schließlich US-Präsident Benjamin Harrison bereit erklärte, den Familien der Opfer eine Entschädigung von 25.000 US-Dollar zu zahlen.

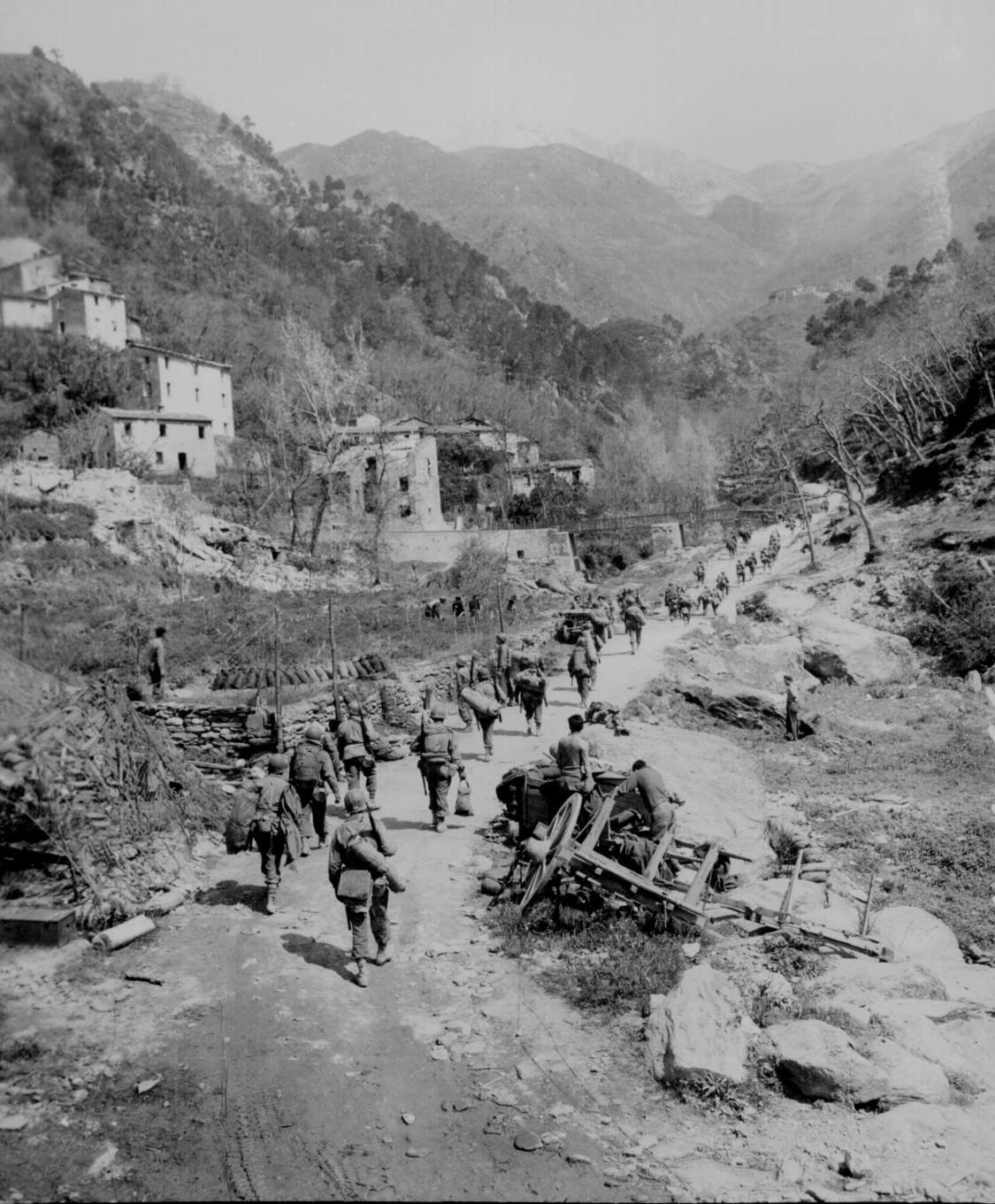
US-Truppen in der Toskana (1945)

Während des Ersten Weltkriegs gehörten sowohl die Vereinigten Staaten als auch Italien zu den alliierten Mächten nach dem Seitenwechsel der Italiener. Präsident Woodrow Wilson besuchte Rom auf seiner Reise zur Pariser Friedenskonferenz. Die Beziehungen wurden allerdings belastet, als die USA sich mit Verweis auf das Selbstbestimmungsrecht der Völker gegen die italienischen Expansionsbestrebungen in Jugoslawien und Albanien aussprachen, was in Italien als Verrat aufgefasst wurde. Wilson versuchte, die Situation zu bereinigen, indem er in der Zeitung Le Temps einen direkten Appell an das italienische Volk richtete, der jedoch von der italienischen Öffentlichkeit weitgehend verspottet wurde. Die italienische Einwanderung in die USA ging in den 1920er Jahren zurück, vor allem aufgrund der Verabschiedung des Immigration Act of 1924, der einen Rückgang der italienischen Einwanderung um mehr als 90 Prozent bewirkte. Nach der Machtübernahme von Benito Mussolini 1922 verfügte dieser am Anfang über ein sehr positives Ansehen in den USA, was auf den gemeinsamen Antikommunismus zurückzuführen war. Nach der italienischen Invasion von Äthiopien verschlechterten die Beziehungen beider Länder sich allerdings. Im Zweiten Weltkrieg befanden sich die USA im Kriegszustand mit dem faschistischen Italien. Nachdem US-Streitkräfte 1943 Rom erreicht hatten, war der einzige Teil Italiens, der sich noch mit den Vereinigten Staaten im Krieg befand, die Italienische Sozialrepublik (ein deutscher Marionettenstaat). Italienische Partisanen sowie Viktor Emanuel III. und seine Loyalisten unterstützten ab 1943 die USA und ihre Verbündeten während des Italienfeldzugs. Nach dem Ende des Kriegs besetzten die Vereinigten Staaten Italien bis zur Volksabstimmung über die institutionelle Form des Staates. Die USA unterstützten nach dem Referendum den Übergang von einer Monarchie zu einer Republik in Italien.
Nach dem Ende des Kriegs wurden beide Länder enge Verbündete gegen die Ausbreitung des Kommunismus in Europa und im Land blieben US-Truppen stationiert. Italien erhielt ab 1949 Wirtschaftshilfen aus dem Marshallplan und gehörte zu den Gründungsmitgliedern der NATO. Um die Machtübernahme kommunistischer Kräfte in Italien zu verhindern, intervenierte die Central Intelligence Agency (CIA) ab 1948 in mehrere Wahlen in Italien. So erhielten die Gegner der Kommunisten wie die Christdemokraten Gelder aus Washington und weitere Unterstützung. In den 1950er Jahren koordinierte Clare Boothe Luce, Botschafterin in Italien, Programme zur Sabotage des kommunistischen Einflusses gemeinsam mit verschiedenen italienischen Regierungen. Ab den 1960er Jahren kam es zu einer Reihe von Terroranschlägen in Italien von links- und rechtsextremen Organisationen und die politische Instabilität hielt bis in die 1980er an. Die Ermordung des Führers der Christdemokratischen Partei (DC), Aldo Moro, führte 1978 zum Ende eines „historischen Kompromisses“ zwischen der DC und der Kommunistischen Partei (PCI). Viele Aspekte dieser Ära sind noch immer geheimnisumwittert, und die Debatte darüber hält an. Zu den identifizierten Organisationen gehörten: Gladio, eine geheime antikommunistische Struktur der NATO; die Freimaurerloge P2; neofaschistische Organisationen wie Ordine Nuovo oder Avanguardia Nazionale; die Nachrichtendienste Italiens und die Vereinigten Staaten. Diese Diskussionen brannten in den 1990er Jahren wieder auf, nachdem Ministerpräsident Giulio Andreotti am 24. Oktober 1990 vor der parlamentarischen Versammlung die Existenz von Gladio anerkannt hatte. Die CIA soll in dieser Zeit Terrororganisationen in Italien unterstützt und ausgerüstet haben.

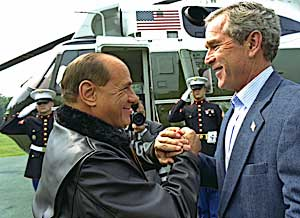
Silvio Berlusconi und George W. Bush (2002)

Nach dem Ende der Kalten Kriegs verlor Italien an strategischer Bedeutung für die USA und die Einmischungen in die italienische Innenpolitik wurden gestoppt. Die Beziehungen blieben allerdings eng und in den 90er und 2000er Jahren haben die Vereinigten Staaten und Italien als NATO-Partner in Fragen wie dem Golfkrieg, dem Libanonkonflikt, dem Friedensprozess im Nahen Osten, der Friedenssicherung in Somalia und Mosambik, dem Kampf gegen den internationalen Drogenhandel und den globalen Terrorismus stets eng zusammengearbeitet. In den 2000er Jahren tendierten Silvio Berlusconi und seine Kabinette dazu, die amerikanische Außenpolitik zu unterstützen, trotz der politischen Kluft zwischen den USA und vielen Gründungsmitgliedern der Europäischen Union (Deutschland, Frankreich und Belgien) während der Bush-Regierung. Mit Berlusconi im Amt wurde Italien zu einem soliden Verbündeten der Vereinigten Staaten, da er den Krieg in Afghanistan und den Irakkrieg im Jahr 2003 im Rahmen des Kriegs gegen den Terror unterstützte. Die italienischen Streitkräfte hatten im Irakkrieg rund 3.200 Soldaten im Irak stationiert und stellen damit nach den amerikanischen und britischen Streitkräften das drittgrößte Kontingent. 2005 behauptet Berlusconi allerdings, er habe Bush vom Irakkrieg abhalten wollen und diesen für einen Fehler gehalten. Der italienische Ministerpräsident Romano Prodi bezeichnete den Irakkrieg 2006 als „großen Fehler“ und zog die italienischen Truppen aus dem Irak ab.

## Militärische Beziehungen
Nach dem Zweiten Weltkrieg wurde Italien zu einem starken und aktiven transatlantischen Partner. Zu diesem Zweck hat die italienische Regierung mit den Vereinigten Staaten bei der Formulierung der Verteidigungs-, Sicherheits- und Friedenssicherungspolitik zusammengearbeitet. Im Rahmen langjähriger bilateraler Vereinbarungen, die sich aus der NATO-Mitgliedschaft ergeben, beherbergt Italien wichtige US-Streitkräfte in Vicenza und Livorno (US-Army), Aviano (US Air Force) sowie Sigonella, Gaeta und Neapel, dem Heimathafen der United States Sixth Fleet. Die Vereinigten Staaten haben rund 33.000 Streitkräfte mitsamt ihren Angehörigen in Italien stationiert. Italien ist Sitz des NATO Defense College in Rom.

## Wirtschaftsbeziehungen
Der bilaterale Handel belief sich 2021 auf über 80 Milliarden US-Dollar, wobei die USA dabei ein Defizit in Höhe von knapp 40 Milliarden US-Dollar aufwiesen. Knapp ein Zehntel aller italienischen Exporte ging damit in die Vereinigten Staaten. Der bilaterale Handel reicht vom Handel mit Konsumgütern und landwirtschaftlichen Erzeugnissen bis zur Zusammenarbeit in der Verteidigungsindustrie. US-Unternehmen haben in Italien über 30 Milliarden US-Dollar investiert und 275.000 Arbeitsplätze geschaffen. Eine ähnliche Summe haben im Gegenzug italienische Unternehmen in den Vereinigten Staaten investiert. Die Summe der amerikanischen Investitionen in Italien liegt allerdings nur bei einem knappen Zehntel der amerikanischen Investitionen in Frankreich und Deutschland, womit Italien nicht zu den bevorzugten Destinationen für US-Direktinvestitionen in Europa gehört.

## Kulturbeziehungen

Italienische Abstammung in den USA (2019)

Eine große italienische Einwanderungswelle in die Vereinigten Staaten begann im 19. Jahrhundert. Ein großer Teil der Einwanderer stammte aus Süditalien und zog bevorzugt in die Neuengland-Staaten (New York City, Boston) und den Mittleren Westen (Chicago, Philadelphia). Die Italienischstämmigen Einwohner lebten anfangs segregiert in eigenen Stadtvierteln wie Little Italy in Manhattan.  Mit der Migration aus Italien begann die Präsenz von Mafia-Gruppen in Form Amerikanischen Cosa Nostra als Ableger ihrer „Originale“ in neuer Umgebung, welche sich in den amerikanischen Metropolen Auseinandersetzungen untereinander sowie mit irischen Banden und der Kosher Nostra lieferten. Gegen die weitverbreitete Diskriminierung und die stereotype Assoziation der Italoamerikaner mit dem organisierten Verbrechen bildeten sich bald darauf viele italoamerikanische Verbände und Bürgerrechtsorganisationen. Italoamerikaner haben im Laufe der Zeit zahlreiche bedeutende Beiträge zur amerikanischen Gesellschaft, Kultur, Küche und Wirtschaft geleistet. Im 20. Jahrhundert kam es zu einer weitgehenden Anpassung an die Mehrheitsgesellschaft, allerdings bestehen weiterhin zahlreiche italoamerikanische Organisationen. 2019 gaben knapp 16 Millionen US-Bürger an vollständig oder teilweise italienischer Abstammung zu sein, wovon knapp sechs Millionen angaben vollständig italienischer Abstammung zu sein. Italienische Abstammung zählt damit zu den häufigsten in den USA. Viele Italoamerikaner sprechen allerdings kein Italienisch mehr und 2018 unterhielten sich noch knapp 600.000 Menschen daheim auf Italienisch.
Italien nimmt seit 1948 am Fulbright-Programm teil und ist das beliebteste Land für amerikanische Auslandsstudenten mit knapp 35.000 Studenten pro Jahr. Auch wenn es in Italien Antiamerikanismus gibt, zählt die italienische Öffentlichkeit zu den proamerikanischsten in Europa. Rezeption hat die amerikanische Kultur in Italien in der Vergangenheit vor allem in Form des Spaghettiwestern erfahren.

## Diplomatische Vertretungen
- Italien hat eine Botschaft in Washington, D.C. und Generalkonsulate in Boston, Chicago, Houston, Los Angeles, Miami, New York City, Philadelphia und San Francisco sowie ein Konsulat in Detroit.
- Die Vereinigten Staaten haben eine Botschaft in Rom und Generalkonsulate in Florenz, Mailand und Neapel.

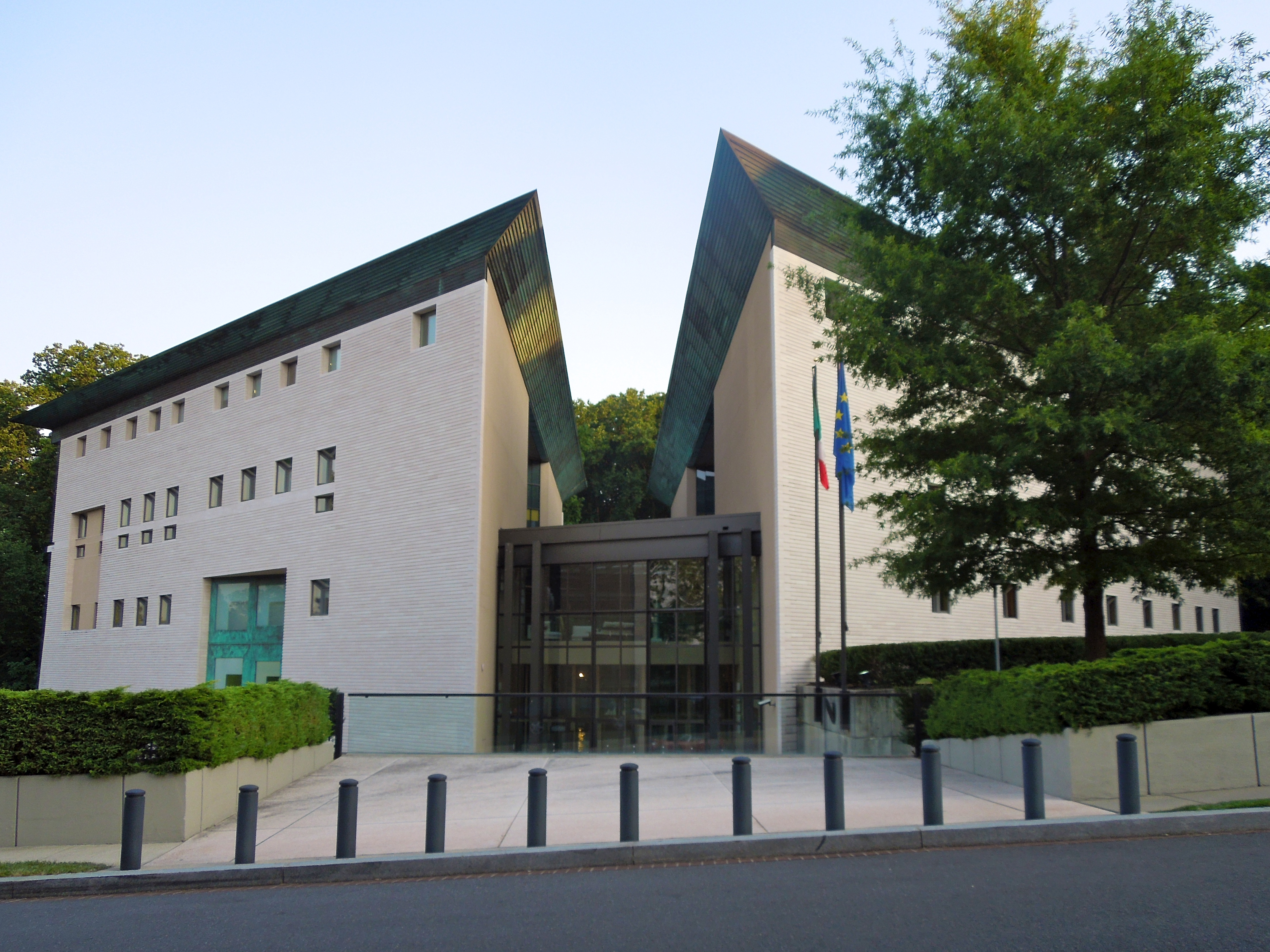
Italienische Botschaft in Washington, D.C.
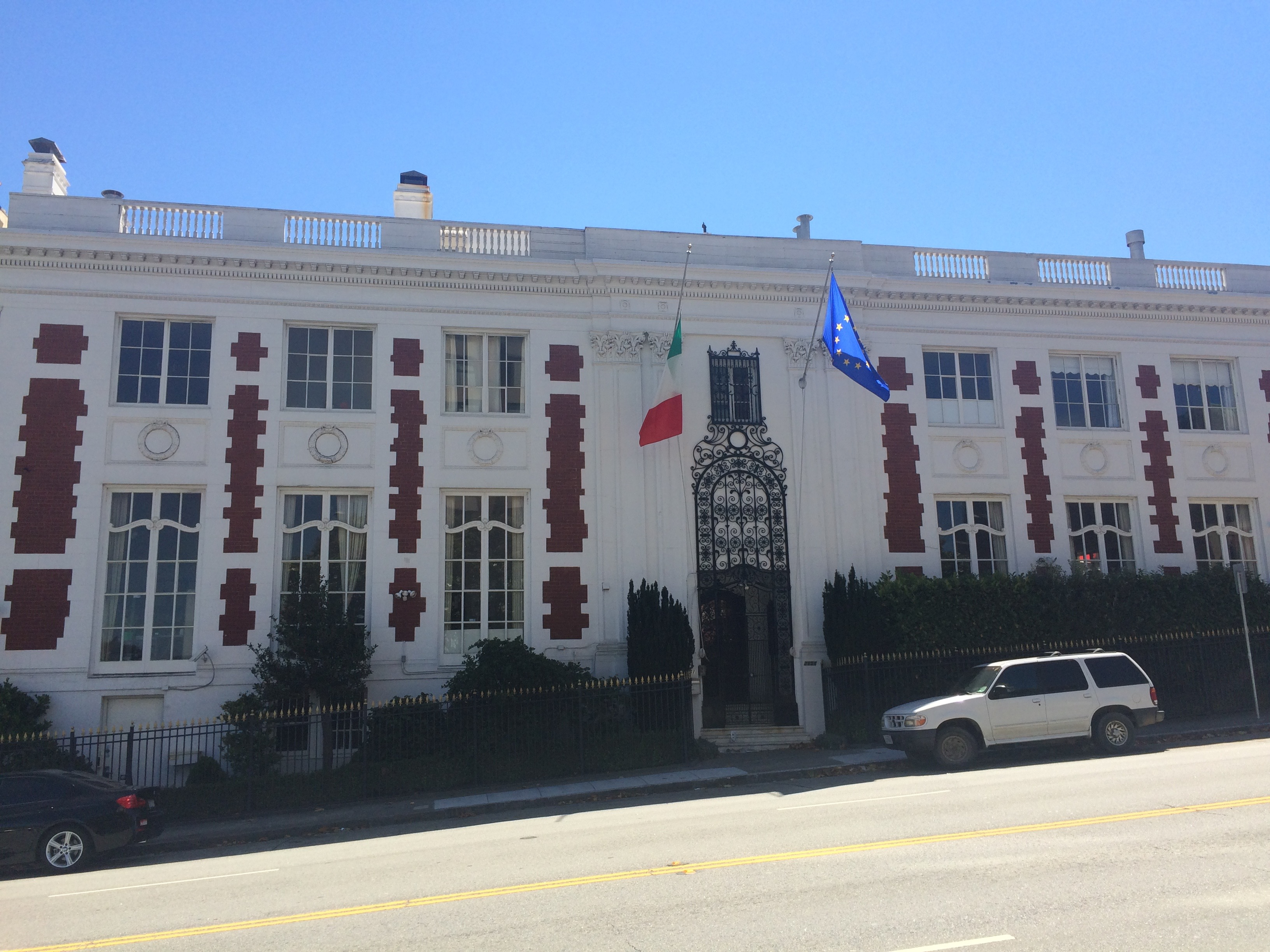
Italienisches Generalkonsulat in San Francisco
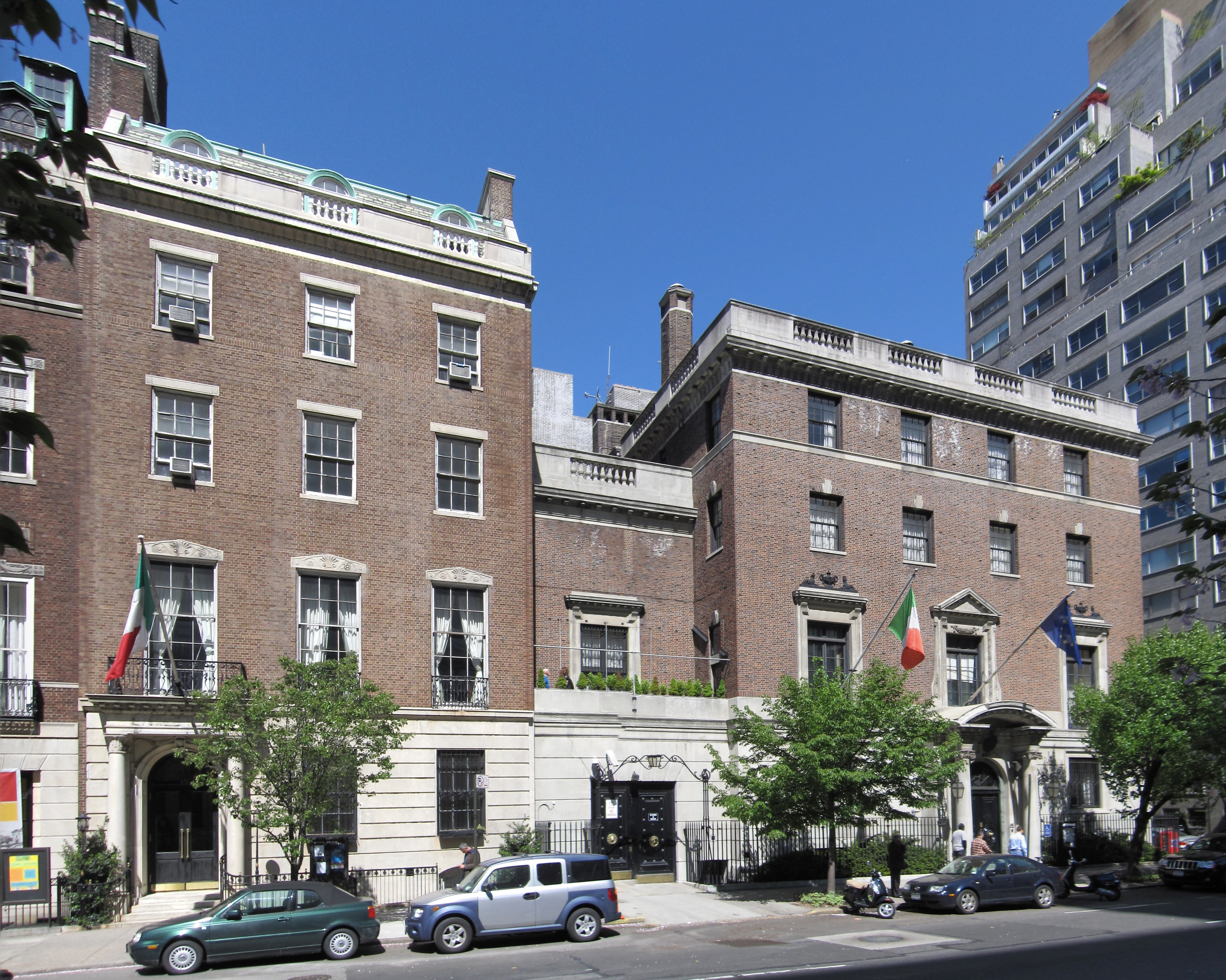
Italienisches Generalkonsulat in New York
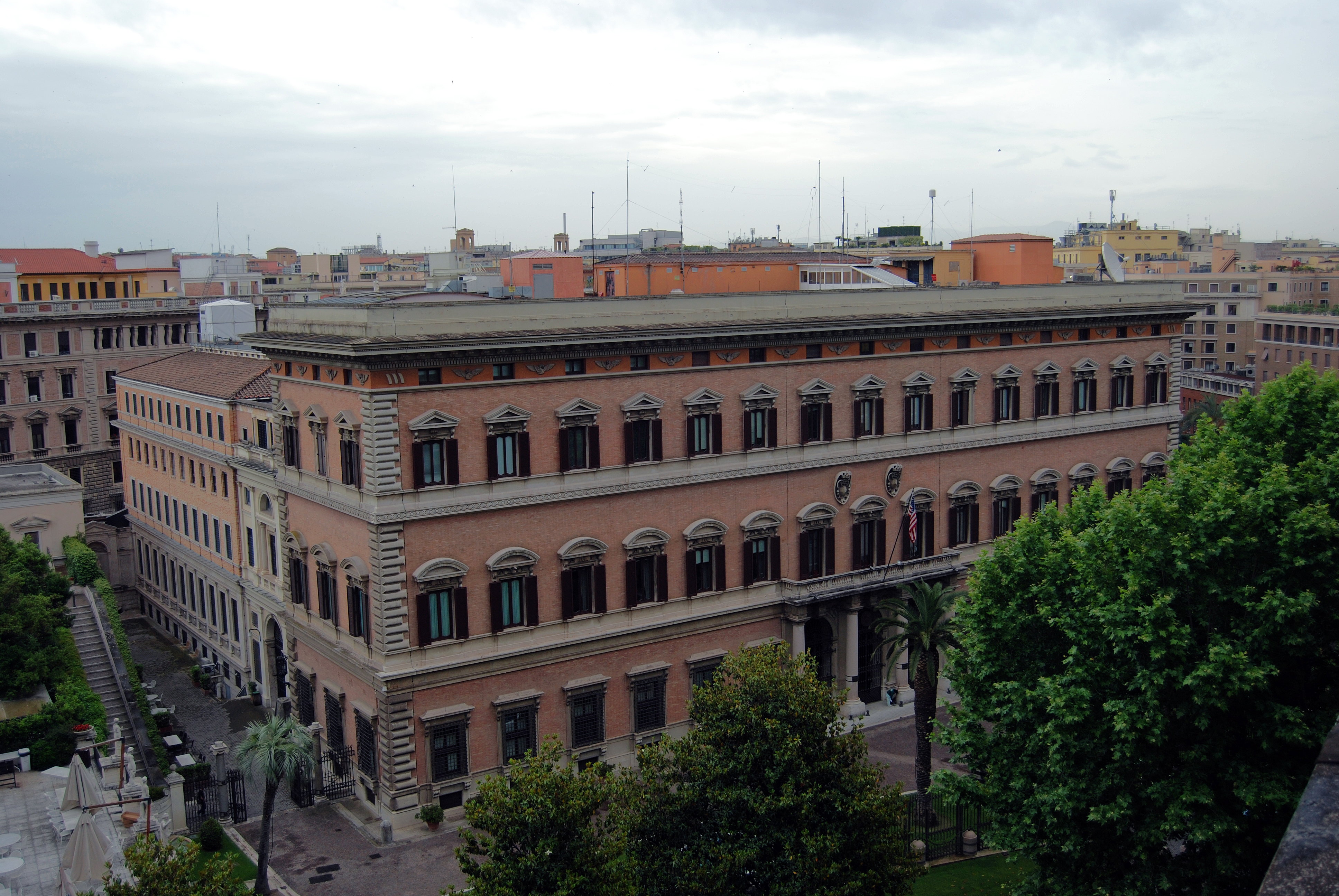
US-Botschaft in Rom
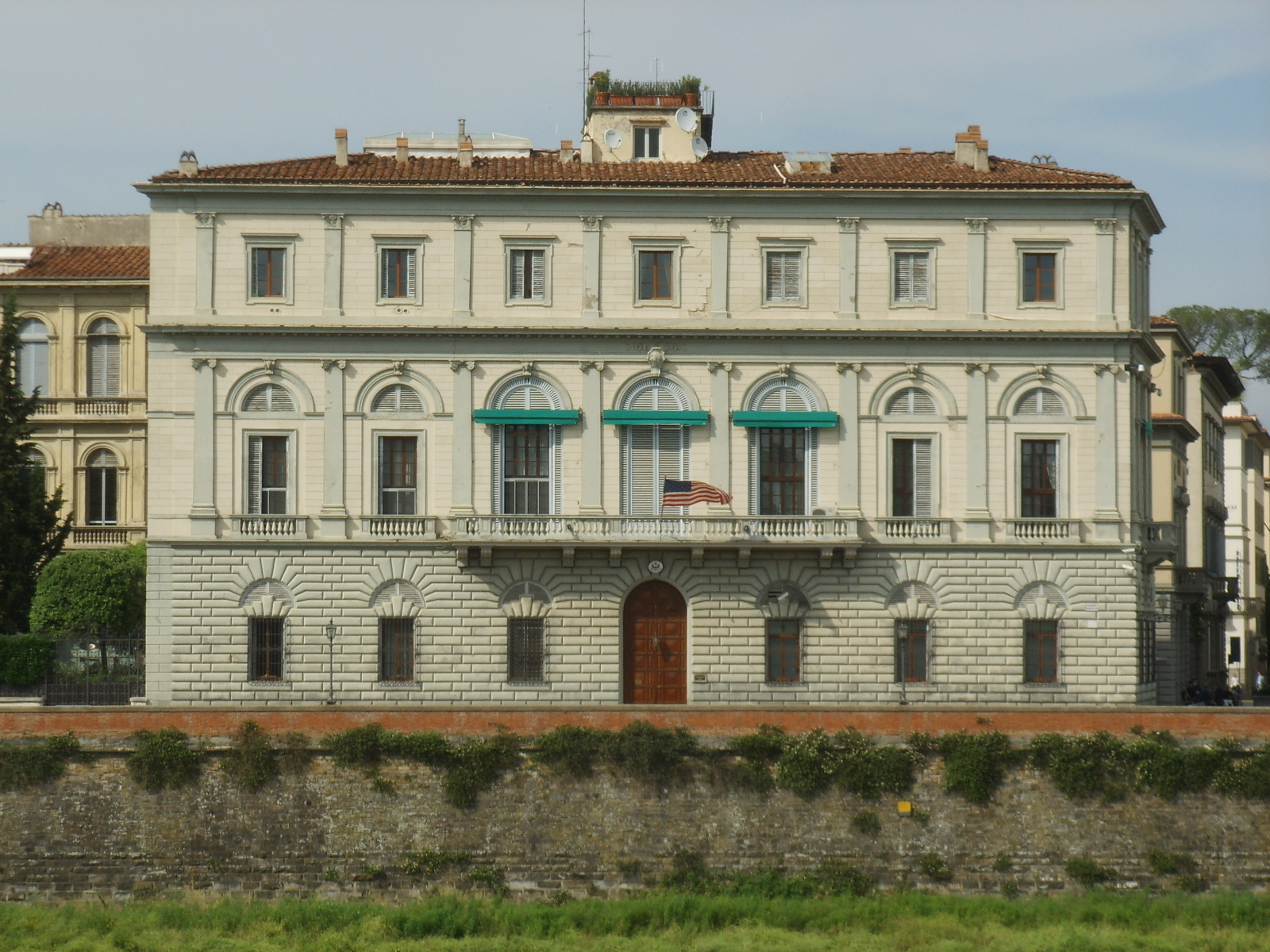
US-Konsulat in Florenz
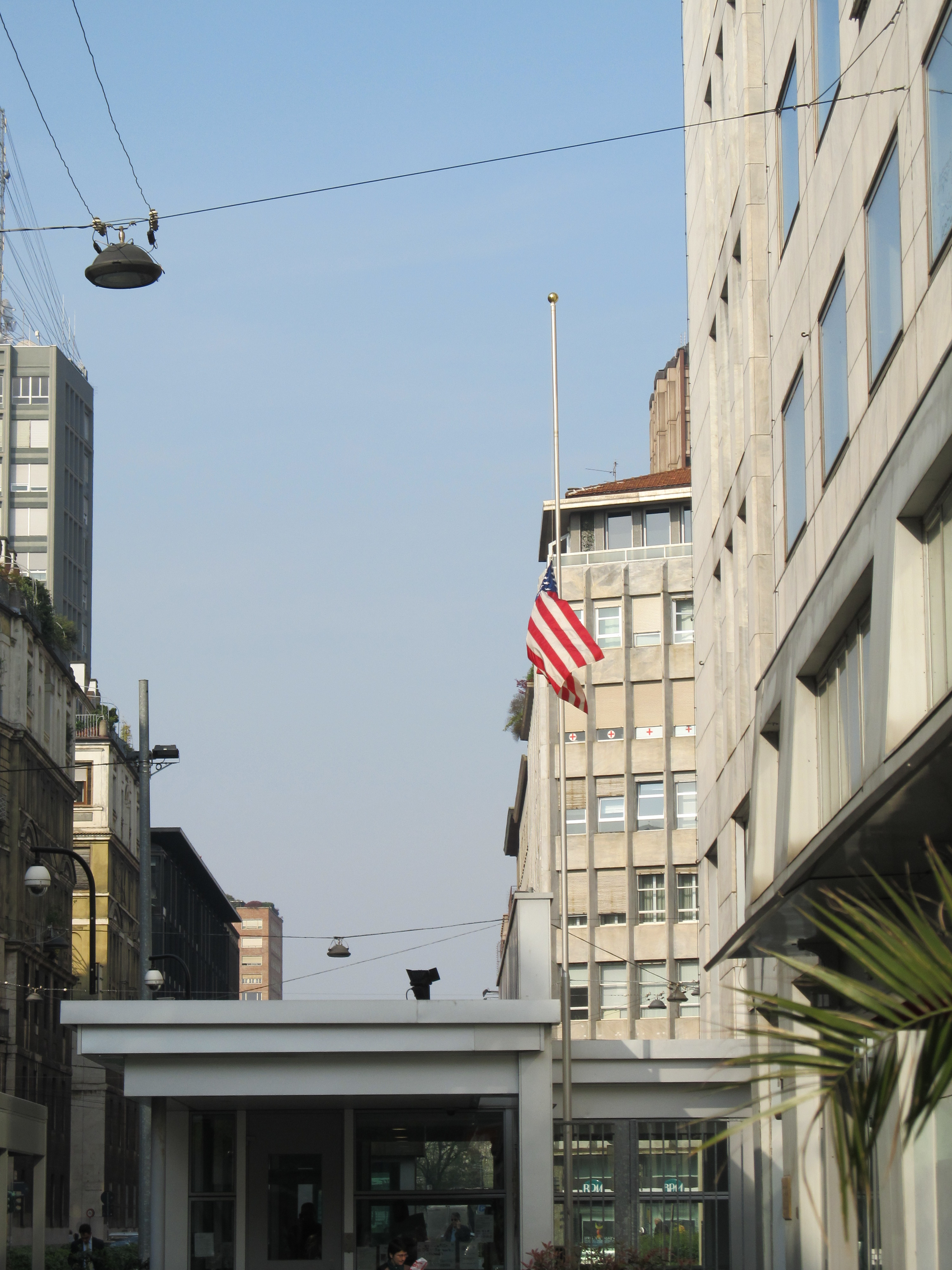
US-Konsulat in Mailand